# RWD-22
RWD-22 – polski trzymiejscowy wodnosamolot torpedowy. Opracowanie projektu wykonane zostało pod kierunkiem Leszka Dulęby i  Andrzeja Anczutina w Doświadczalnych Warsztatach Lotniczych (DWL) w 1939 roku. Wybuch wojny przerwał prace nad projektem.

## Historia
Projekt RWD-22 powstał jako przyszły następca samolotów R-XIII i R-VIII. Miał on zastąpić je w roli samolotu krótkiego rozpoznania oraz jako samolot torpedowy. Projekt tego samolotu opracowywano od października 1938 roku do stycznia roku 1939. Jednocześnie opracowano trzy różne projekty, różniące się wymiarami płatowca, masą własną, silnikami oraz uzbrojeniem, a zachowujące tę samą sylwetkę. Wersja I posiadała silniki Argus As-10C o mocy 177 kW (240 KM), II – Walter Minor 12-JMR o mocy 243 kW (330 KM), a III – G-1620bis Mors II (Wydra) o mocy 316 kW (430 KM) lub Wasp Junior SB o takiej samej mocy.